# Graphe de Schläfli
Le graphe de Schläfli est, en théorie des graphes, un graphe 16-régulier possédant 27 sommets et 216 arêtes. C'est plus précisément un graphe fortement régulier de paramètres (27,16,10,8).

## Propriétés

### Propriétés générales
Le diamètre du graphe de Schläfli, l'excentricité maximale de ses sommets, est 2, son rayon, l'excentricité minimale de ses sommets, est 2 et sa maille, la longueur de son plus court cycle, est 3. Il s'agit d'un graphe 16-sommet-connexe et d'un graphe 16-arête-connexe, c'est-à-dire qu'il est connexe et que pour le rendre déconnecté il faut le priver au minimum de 16 sommets ou de 16 arêtes.

### Coloration
Le nombre chromatique du graphe de Schläfli est 9. C'est-à-dire qu'il est possible de le colorer avec 9 couleurs de telle façon que deux sommets reliés par une arête soient toujours de couleurs différentes mais ce nombre est minimal. Il n'existe pas de 8-coloration valide du graphe.

### Propriétés algébriques
Le groupe d'automorphismes du graphe de Schläfli est d'ordre 51 840.
Le polynôme caractéristique  de la matrice d'adjacence du graphe de Schläfli est : {\displaystyle -(x-16)(x-4)^{6}(x+2)^{20}}. Ce polynôme caractéristique n'admet que des racines entières. Le graphe de Schläfli est donc un graphe intégral, un graphe dont le spectre est constitué d'entiers.